# Hijra (Zuid-Azië)

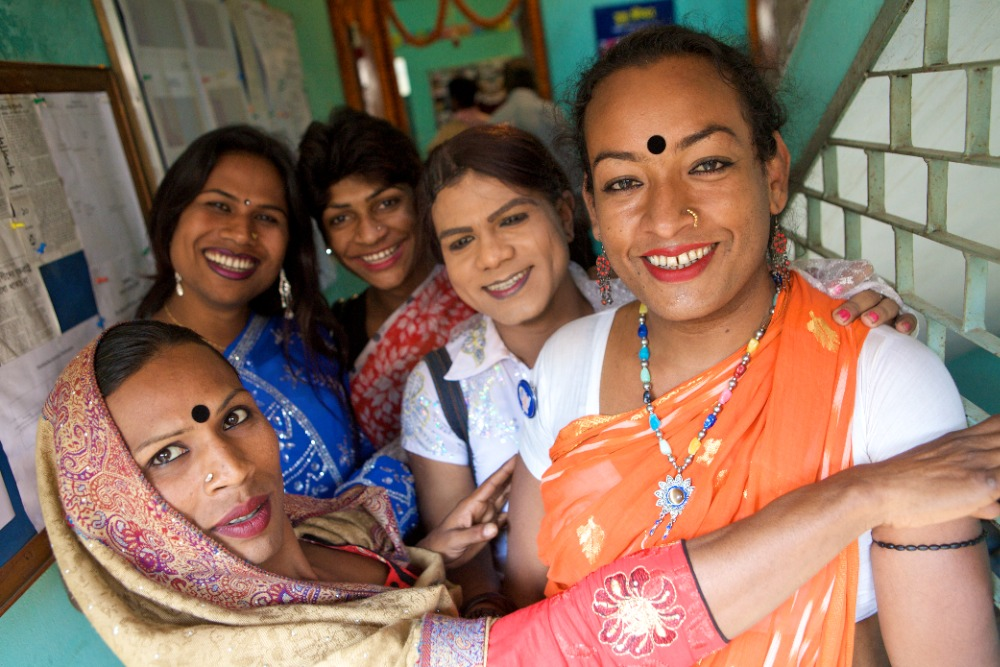
Hijra's in Bangladesh, 2010

Een hijra is in Zuid-Aziatische landen, met name India, een transgender vrouw (man-naar-vrouw). In verschillende delen van India wordt ook naar hijra's verwezen als Aravani, Aruvani of Jagappa.
In Pakistan en Bangladesh worden hijra's officieel erkend als deel uitmakende van een 'derde geslacht' door de overheid. Ze worden gezien als noch man, noch vrouw. Ook in India worden transgender individuen erkend als deel van een derde geslacht, en worden daarmee officieel beschermd door de wet. De meeste hijra's zijn gecastreerd.
Veel hijra's leven samen in speciale hijra-groepen, aangezien ze dikwijls worden uitgespuwd door de maatschappij. Deze worden geleid door een Goeroe Ma, die hen kost en inwoning geeft. In ruil daarvoor verdienen ze de kost voor haar. Zodra ze de hijra-gemeenschap betreden, leren ze de gemeenschappelijke geheimtaal, het Hijra Farsi.
Hijra's zijn vaker dan anderen slachtoffer van geweld en discriminatie. Ook hebben ze een verhoogde kans op infectie met hiv/aids.